# Mr. Bucket

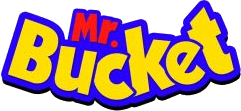
Mr bucket logo

Mr. Bucket foi um jogo de criança produzido pela Milton Bradley e lançado em cerca de 1992 o qual foi descontinuado e relançado em 2007.  O jogo apresenta um balde de plástico motorizado que cuspia bolas de cores diferentes; o jogador usava uma pá de plástico para pegaras bolas e colocá-las dentro  de volta de Mr. Bucket.

## Jogabilidade
As bolas plásticas azuis, verdes, amarelas, e vermelhas são espalhadas no chão, e cada um dos jogadores escolhem uma pá que corresponde à cor da bola que eles tentarão juntar. Uma vez que Mr. Bucket é ligado, os jogadores com uma pegam as bolas das mesma cor que a pá que estão usando e colocam no topo de Mr. Bucket. Enquanto os jogadores estão coletando, o Mr. Bucket cuspirá as bolas que foram colocadas dentro dele pela sua boca regularmente. O vencedor é o primeiro jogador com todas as quatro de suas bolas no Mr. Bucket ao mesmo tempo.

## Slogans
"Balls pop out of my mouth" ("Bolas saem da minha boca"). Esta frase de propaganda comprovou ser bastante humorosa e controversa.

## Prêmios
Os Occupational Therapy Associates, uma das clínicas  estadunidenses principais no tratamento de problemas sensoriais, incluíram "Mr. Bucket" na lista do 2005 de brinquedos que ajudarão com a coordenação de olhos e mãos.

## Substituição e cuidado
As peças sobressalentes deste item descontinuado estão disponíveis pela Hasbro. Desde 2006 doze bolas de substituição custam US$ 3.00. Este jogo deve estar sob supervisão adulta sempre, como afirmado no livrinho educativo incluído em Mr. Bucket
.